# Eugène De Gent
Eugène Hubert De Gent (Meldert, 4 april 1894 - Koersel, 10 januari 1970) was een Belgisch volksvertegenwoordiger en burgemeester.

## Levensloop
De Gent was militair en eindigde zijn loopbaan als reserve-luitenant-kolonel.
In 1952 werd hij gemeenteraadslid en in 1958 burgemeester van Kwaadmechelen.
In 1954 werd hij verkozen tot liberaal volksvertegenwoordiger voor het arrondissement Hasselt en bleef dit tot in 1961. Hij werd in 1965 opnieuw verkozen en vervulde dit mandaat tot aan zijn dood.